# Transair
Transair – amerykańskie linie lotnicze cargo z siedzibą w porcie lotniczym Honolulu.
Linia obsługuje loty cargo, czarterowe i turystyczne. Została założona w 1982 przez Teimour Riahi.

## Flota
Według stanu na maj 2025 flota Transair składała się z 287 samolotów o średnim wieku 45,7 lat:
| Samolot        | Samolot | Samolot   | Uwagi              |
| Model          | Aktywne | Zamówione | Uwagi              |
| -------------- | ------- | --------- | ------------------ |
| Boeing 737-200 | 2       | -         | Konfiguracja cargo |
| Łącznie        | 2       | 0         |                    |